# Augusto Caupers Machado de Faria e Maia
Augusto Caupers Machado de Faria e Maia (Ponta Delgada, 29 de Setembro de 1831 — Beira, 24 de Março de 1903) foi um engenheiro militar, empresário e político de origem açoriana que, entre outras funções, foi deputado eleito pelo círculo de Ponta Delgada às Cortes da Monarquia Constitucional Portuguesa.

## Biografia
Nasceu em Ponta Delgada, filho de José Inácio Machado de Faria e Maia, e da sua segunda esposa e cunhada Mariana de Matos e Góis Caupers. Oriundo de uma das mais poderosas famílias da aristocracia micaelense, à qual pertenceu o 1.º Visconde de Faria e Maia, partiu muito jovem para Lisboa, onde concluiu os estudos preparatórios.
Matriculou-se em 1847 no curso de Matemática da Faculdade de Ciências da Universidade de Coimbra, que concluiu, ingressando seguidamente na Escola do Exército, onde se formou em Engenharia Militar. Apesar da sua formação, não seguiu a carreira militar, optando antes pela Engenharia Civil, particularmente no campo dos caminhos-de-ferro e das minas.
Amigo pessoal de José Estêvão Coelho de Magalhães, foi militante do Partido Histórico, tendo colaborado no jornal A Luta. Em 1858 foi eleito deputado pelo círculo de Ponta Delgada para a legislatura de 1858-1859. Nas Cortes fez parte da Comissão Parlamentar de Obras Públicas, dedicando-se essencialmente a temáticas açorianas, entre as quais a construção do Porto Artificial de Ponta Delgada, a melhoria dos serviços da navegação e cabotagem insular, o combate à emigração ilegal e a introdução de medidas proteccionistas para os cereais dos Açores. Ficou célebre por num momento de fúria ter atirado um tinteiro à cara de António José de Ávila.
Em 1859 fugiu para Paris com a esposa de um seu amigo, com quem viveu maritalmente e de quem teve filhos.
Empreendedor e aventureiro, constitui-se em empreiteiro, angariando uma considerável fortuna. Como empreiteiro por conta da Societé Financière de Paris, construiu parte da linha da Beira Alta. Foi engenheiro da mina de Santa Eufémia, na Serra Morena, então exploradas pela Companhia de Minas e Fundição de Chumbo de Santa Eufémia, uma empresa portuguesa.
A sua vida aventurosa levou-o a partir para Moçambique, onde foi o primeiro director dos serviços urbanos da cidade da Beira e engenheiro ao serviço da Companhia de Moçambique.
Faleceu na Beira, Moçambique, depois de ter sido despedido do cargo de director dos serviços urbanos daquela cidade.